# 環 (化學)

四個环烷烃，每一個都是單環有機化合物

化學中化合物的環是其中原子和原子鍵形成的環狀系統，可能只有一個環，也有可能有多個環。若環狀系統中只有一個環，稱為單環化合物，否則稱為多環化合物。單環的σ鍵和環的原子數相同，多環的σ鍵會比原子數要多。
有環狀系統的化合物稱為环状化合物，有多個環的（可能是相同種類的環，或是不同的種類的環）稱為多環化合物，若化合物中沒有環狀系統的稱為無環化合物或開環化合物。

## 同素環和雜環

吡啶中有氮和碳，即為杂环化合物

若組成環狀系統的化學元素都相同，即稱為同素環（homocycle）化合物，若若組成環狀系統中至少有二種元素，即稱為杂环化合物。碳环族化合物屬於同素環化合物，組成的元素是碳。脂环族化合物是碳环族化合物中重要的一類，其中的可以再分出环烷烃。

## 環和環狀系統
在化學上，「環」和「環狀系統」的定義經常會有變化，需要配合上下文才能確定其適合的定義。一般來說，「環」一般是指單環，但在多環化合物、桥环化合物、螺环化合物中，會明確的提到有多個環。「環狀系統」一般是指多環，不過也有例外，例如像單環環狀系統或是吡啶環狀系統。